# بوسه بر لبهای خونین
بوسه بر لب‌های خونین فیلمی از ساموئل خاچیکیان و محصول آژیرفیلم است که در سال ۱۳۵۲ در سینماهای کشور به‌نمایش درآمد.

## خلاصهٔ فیلم
شهبال، عضو قبیلهٔ سیاه کوهی‌ها، با چند نفر درگیر می‌شود و با تنی زخمی، سوار بر اسب، به طرف قبیلهٔ موسی خان می‌رود. پسران موسی خان و بعضی از افرادش می‌خواهند او را بکشند اما موسی خان مانع می‌شود و به دخترش غزال می‌سپارد که زخم‌های او را التیام بخشد. مراد و خواهرش می‌کوشند شهبال را تحویل بگیرند اما موسی خان آنها را از قبیلهٔ خود می‌راند. افراد قبیلهٔ سیاه کوهی‌ها برای باز پس گرفتن شهبال به قبیلهٔ موسی خان شبیخون می‌زنند و جنگ و خونریزی به راه می‌افتد. ستاره دختر فال‌گیری است که مردم او را جادوگر خطاب می‌کنند. او از سرنوشت شهبال و دیگران خبر می‌دهد. به تدریج غزال و شهبال به هم علاقه‌مند می‌شوند و در پی مخالفت برادر غزال موسی خان به شهبال فرصت می‌دهد که قبیله‌اش را ترک کند. اسد که از افراد جنگجوی قبیله است، خود را برای ازدواج با غزال نامزد می‌کند. پس از جنگ و گریزهای طایفه‌ای افراد مراد به چادرهای موسی خان حمله و غزال را با خود می‌برند. شهبال، اسد و موسی خان کشته می‌شوند و غزال بالای سر جسد شهبال آمده و دست در دست هم به سوی افق دور می‌شوند.

## بازیگران
| بازیگران            | نقش‌ها    |
| ------------------- | -------- |
| منوچهر وثوق         | شهبال    |
| مستانه جزایری       | غزال     |
| کتایون امیرابراهیمی | ستاره    |
| کامران باختر        | اسد      |
| بهزاد جوانبخش       |          |
| هوشنگ منصورخاکی     |          |
| علی رجبی            |          |
| مانی                |          |
| شادی                |          |
| مینا                |          |
| ماریا               |          |
| فرشته               |          |
| ژانت                |          |
| حسن پوررضایی        |          |
| ایرج مخته باز       |          |
| خشایار              | موسی خان |
| ایرج مخته باز       |          |
| کاوه                |          |
| علی مخته باز        |          |
| علی اکبر گلپایگانی  |          |